# 오토미촌 (니가타현)
오토미촌(大富村)은 니가타현 미나미우오누마군에 있던 촌이다.

## 역사
- 1889년 4월 1일 - 정촌제 시행에 의해 미나미우오누마군 오토미촌이 성립하였다.
- 1906년 4월 1일 - 아래와 같이 인접한 지자체와 합병해 소멸하였다.
  - 미나미우오누마군 요시자토촌, 도치쿠보촌, 도미자네촌, 나카모쿠라이덴촌, 가미시마촌과 합병해 시오자와정이 신설되었다.
  - 무이카정, 고구리야마촌, 기미가에리촌, 가케노우에촌, 요카와촌, 가와쿠보촌, 미사시마촌, 야와타촌, 오토미촌(일부), 미쓰와촌의 일부와 합병해 무이카정이 신설되었다.

## 참고문헌
- 『市町村名変遷辞典』東京堂出版、1990年。